# Muralla de Verdú
La Muralla de Verdú és una obra de Verdú (Urgell) declarada bé cultural d'interès nacional.
La vila de Verdú, presidida pel seu antic i gran castell, és emplaçada a l'esquerra del torrent del Cercavins, a l'extrem dels darrers contraforts de l'altiplà de la Segarra. Era closa per un recinte emmurallat que es va anar configurant a ponent del castell. Actualment es conserven integrats en la vila alguns sectors visibles de la muralla, altres restes de la qual romanen ocultes en el subsòl del perímetre original del recinte i a l'interior de cases de la vila.

## Història

### La vila closa
La vila closa de Verdú es configurà a ponent del castell. Neix a conseqüència de la creació d'una vila nova i fruit de la distribució ordenada de l'espai urbà. És un cas d'encastellament tardà, de concentració forçada de la població i de creació d'una població nova que va rebre unes franqueses. L'any 1184, Berenguera de Cervera, senyora del lloc, va atorgar a la vila de Verdú una carta de poblament, va alliberar els habitants d'un mal ús (eixorquia) i del pagament de determinats drets, establint que s'havien de traslladar en un pla davant del castell i bastir una vila, closa rere murs, torres i valls, abandonant petits poblets originats probablement abans de la conquesta cristiana. Un segle després ja eren construïdes les muralles, amb les torres i els portals, i hi havia un centenar de cases al voltant del castell i de l'església. La divisió de l'espai creada en el moment de la concessió de la carta de poblament perdura encara en les mides d'algunes façanes. Per exemple, al carrer Major hi ha diverses façanes de 330 cm i 510 cm d'ample, que correspondrien a parcel·les de dues i tres braces. Al carrer de les Voltes hi ha façanes de cases de 2,5 braces. Fora de la vila closa, al sud, se celebrava la fira en el lloc on, en un moment més tardà, s'hi anà edificant el raval.

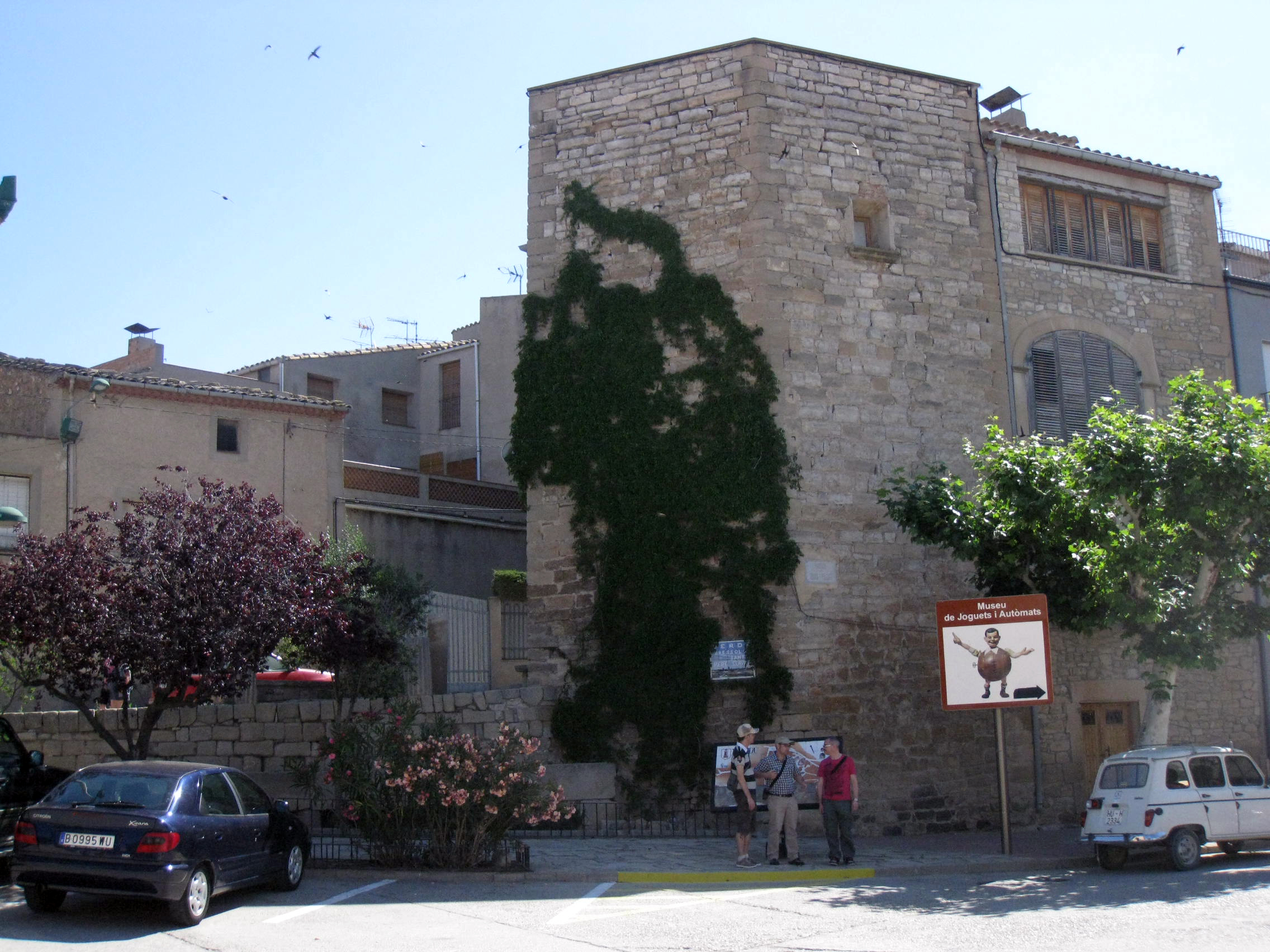
Torre del portal de Lleida (juny 2012)

Per tant, la vila closa entorn del castell de Verdú, defensada amb torres quadrades, es començà a bastir a les darreries del segle xii. S'observen dos cercles de muralles que se superposen: el cercle primitiu, començat al segle xii, ve constituït pel clos o les clausures del castell i un segon cercle, començat al segle xiii, que segueix l'evolució constant de la població i delimita la vila closa. A causa de la prosperitat que donaren les fires a la vila de Verdú, al segle xvi calgué bastir un tercer cercle que eixamplà la població vers migdia i que es tornaria a ultrapassar amb el creixement del segle xviii. L'Abat de Poblet, Juan Payo Coello va aprovar el 5 de febrer de 1484, que la meitat dels ingressos produïts pels impostos que gravaven els mercats i fires verdunins fos lliurada als jurats de Verdú, per tal que l'invertissin cada any en «obras i fortificar en lo castell de la dita vila». El mateix document publica el desig dels jurats que, per quan la muralla de la dita vila està «molt deforme e en tota ruhina», era necessari «reparar e obrar la dita muralla».

## Descripció de la vila closa
Era formada bàsicament per tres carrers que van d'est a oest i quatre carrers longitudinals, que van de sud a nord. Hi havia quatre portals, el de Lleida o Sant Miquel, a l'oest, el de la Font o de Tàrrega al nord, el de Guimerà de Na Beneta, al sud i el Nou, a llevant. Tot l'espai era clos rere unes muralles que incloïen, per exemple, a ponent, dues torres d'angle i tres bestorres de planta quadrangular. Dins del perímetre de les muralles hi és situada l'església, relacionada amb el castell, cas força excepcional doncs la majoria de viles castrals o closes tenen l'església fora muralles.

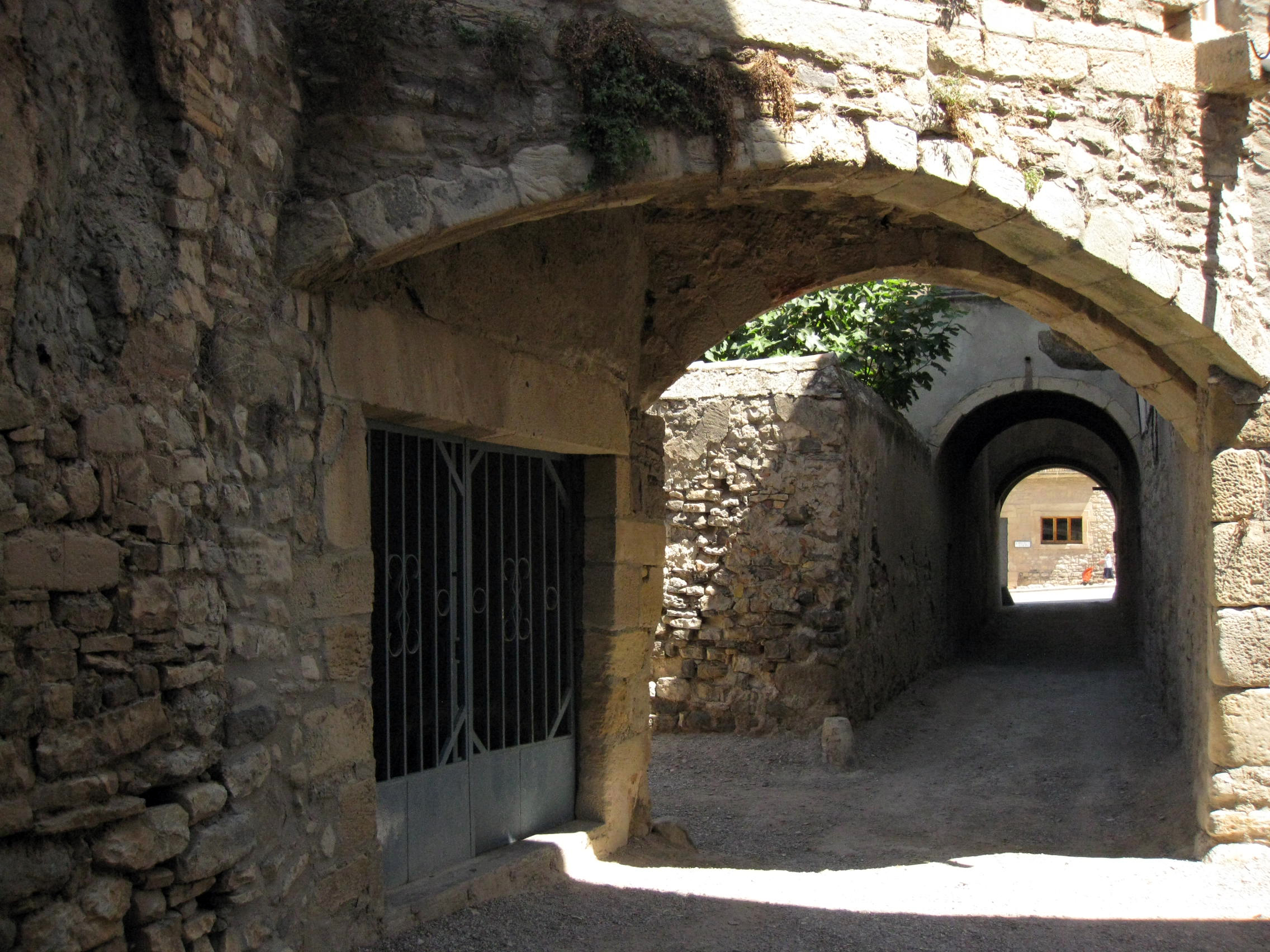
Escarrerons, carrers coberts (juny 2012)

Actualment es conserven alguns sectors de la muralla tals com la torre del portal de Lleida, el portal de la Plaça Major (segle xiii), els porxos de la Plaça Major, els Escarrerons (carrerons semi porticats, amb arcades que els travessen de banda a banda). A la toponímia d'alguns carrers del poble (carrer de la Muralla, carrer del Mur) resta ben present la seva configuració original. L'any 2003, unes obres d'enderroc descobriren una torre medieval de la muralla. És de planta rectangular, amb una superfície interior d'uns 14 m2, la seva superfície total és de 28,38 m2 i els murs tenen un gruix d'un metre. Força ben conservada, sobretot el parament exterior que dona a ponent, la part més afectada és la part oriental. Gran part del parament interior del mur orientat a migdia de la torre està enderrocat. Pertany al circuit defensiu del segle xiii.
També en unes obres d'enderroc va aparèixer un tram que podria ser de la muralla de Verdú. Té uns 4 m d'alçada, uns 3 m de llarg i 1,20 m de gruix. La part interna està feta amb tàpia de mala qualitat i les parts frontals interna i externa folrades per pedres irregulars i algun carreu col·locades en sec. Aquest fragment de possible muralla o mur de tancament de la vila closa podria haver estat construït al segle xii.